# Mohammed Abdellaoue
Mohammed Abdellaoue, detto Moa (Oslo, 23 ottobre 1985), è un ex calciatore norvegese, di ruolo attaccante.

## Biografia
Ha un fratello chiamato Mustafa, anch'egli calciatore professionista. È inoltre cugino di Omar Elabdellaoui.

## Caratteristiche tecniche
Attaccante centrale, può essere impiegato anche come seconda punta o sulla linea dei trequartisti. È un calciatore di piede mancino, tecnicamente valido, veloce e dotato di buon dribbling.

## Carriera

### Club

#### Skeid
Abdellaoue ha giocato, a livello giovanile, con Hasle-Løren e Skeid, per poi esordire nella prima squadra di quest'ultimo club. Il 9 maggio 2003, infatti, è stato schierato titolare nel successo per 2-3 sul campo del Borre, in un incontro valido per il primo turno del Norgesmesterskapet. Il 9 giugno successivo, ha disputato il primo incontro nella 1. divisjon 2003, secondo livello del campionato norvegese: è subentrato infatti a Sturla Eilertsen nel successo per 1-0 sull'Hødd. Ha segnato le prime reti il 21 settembre, con una doppietta realizzata ai danni del Raufoss, che ha permesso allo Skeid d'imporsi per 2-1. È seguita un'altra doppietta in data 5 ottobre, nella vittoria 6-2 sull'Ørn-Horten. Ha chiuso la stagione con lo score di 8 presenze e 5 reti (6 partite e 5 gol in 1. divisjon). Nelle due annate successive, Abdellaoue ha giocato con maggiore continuità e ha messo a referto 16 reti in 42 incontri di campionato. La stagione 2005 è terminata però con la retrocessione dello Skeid nella 2. divisjon. Il club ha riconquistato immediatamente la promozione e Abdellaoue chiuse l'avventura in squadra con 9 reti in 20 partite, nel campionato 2007.

#### Vålerenga

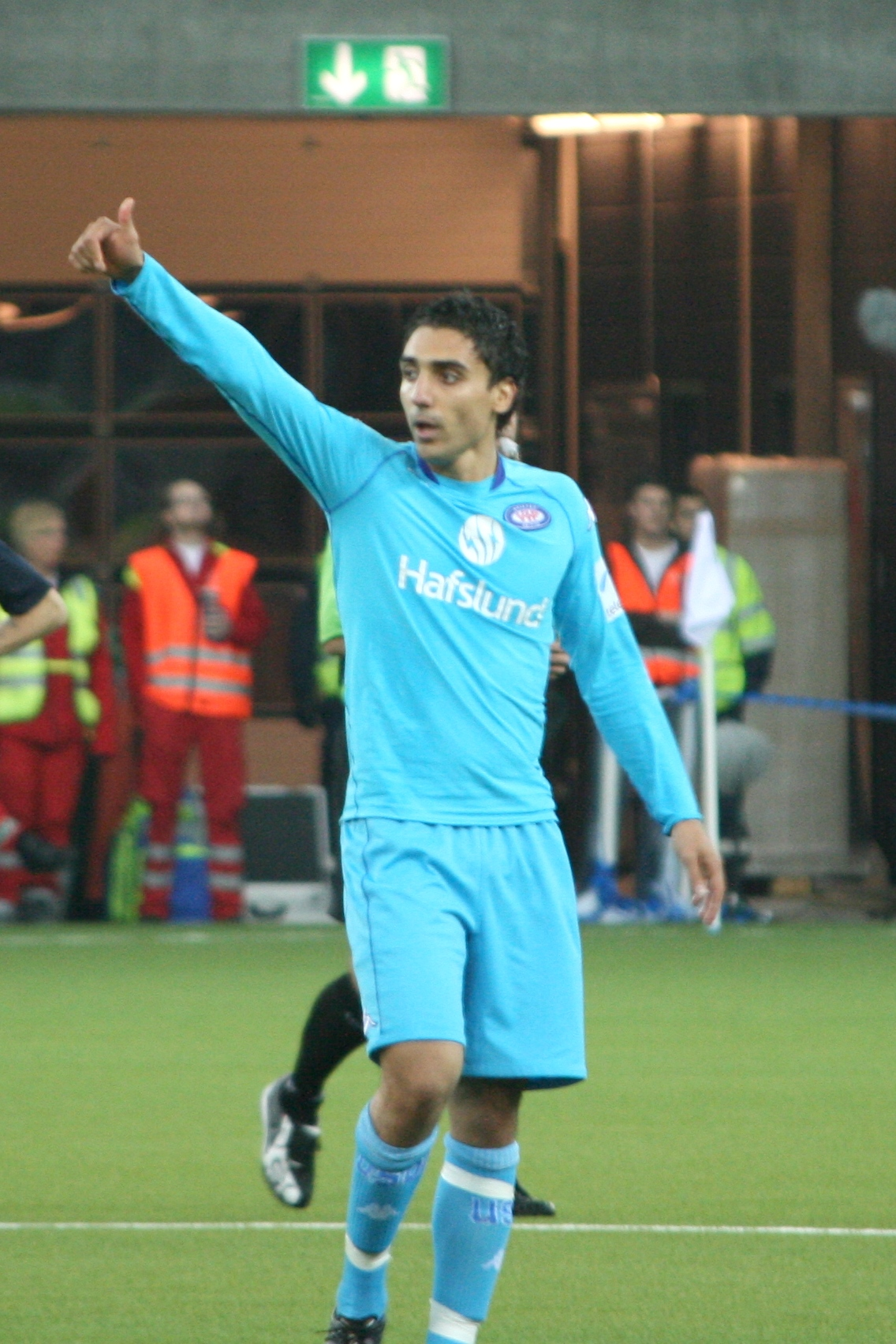
Abdellaoue con il Vålerenga

Alla fine del 2007, Abdellaoue ha firmato un contratto triennale con il Vålerenga. Ha esordito nell'Eliteserien il 6 aprile 2008, subentrando a Bengt Sæternes nella sconfitta per 2-0 in casa del Tromsø. Il 13 aprile, ha giocato il primo incontro da titolare e ha ricompensato la fiducia dell'allenatore con una doppietta, con cui ha contribuito alla vittoria per 0-3 sul campo del Lillestrøm. Si è affermato come miglior marcatore stagionale della squadra e ha aiutato il Vålerenga a raggiungere il successo finale nel Norgesmesterskapet 2008, con una doppietta nella finale vinta per 1-4 sullo Stabæk.
In virtù di questo risultato, Stabæk e Vålerenga si sono contese la Superfinalen 2009: Abdellaoue è andato a segno, ma la sua squadra è uscita sconfitta dall'incontro con il punteggio di 3-1. Quest'annata è stata più povera a livello realizzativo, con l'attaccante che ha segnato 6 reti in campionato; ha debuttato però nelle competizioni europee per club. Il 30 luglio 2009, infatti, è stato schierato titolare nella sconfitta casalinga per 1-2 contro il PAOK. Il Vålerenga è stato estromesso dalla competizione proprio per mano della formazione greca. Nel 2010, Abdellaoue è andato a segno con regolarità per tutta la prima parte del campionato. Il 2 agosto, ha siglato una tripletta ai danni dello Start, con la sua squadra che ha vinto la sfida per 8-1.

#### Hannover 96
Il 17 agosto 2010, il Vålerenga ha annunciato sul proprio sito internet la felice conclusione delle trattative per il passaggio di Abdellaoue all'Hannover 96. Ha esordito nella Bundesliga il 21 agosto, nella vittoria casalinga sull'Eintracht Francoforte per 2-1. La settimana successiva, precisamente il 28 agosto, ha realizzato il primo gol per la nuova squadra, permettendo all'Hannover di imporsi 1-2 in casa dello Schalke 04. Le prestazioni offerte nell'Eliteserien nella prima parte di stagione, intanto, gli hanno valso il titolo di attaccante dell'anno del campionato. Ha chiuso la Bundesliga 2010-2011 con 10 reti in 26 partite, mentre la sua squadra ha centrato la qualificazione per l'Europa League 2011-2012. Il 25 agosto 2011, allora, ha siglato la prima marcatura nella competizione, consentendo il pareggio per 1-1 in casa del Siviglia. Il 26 novembre successivo, ha ricevuto il premio Kniksen come miglior calciatore norvegese dell'anno.

#### Stoccarda
L'11 giugno 2013 ha sottoscritto un contratto quadriennale con lo Stoccarda. Ha debuttato in squadra l'11 agosto, sostituendo Ibrahima Traoré nella sconfitta per 3-2 contro il Magonza. Sempre contro il Magonza, nella sfida di ritorno, ha segnato l'unica rete del suo biennio in squadra, in una partita persa per 1-2.

#### Il ritorno al Vålerenga
Il 7 agosto 2015, il Vålerenga ha annunciato il ritorno di Abdellaoue, che ha firmato un contratto valido fino al 2019. Ha scelto di indossare la maglia numero 18. In vista del campionato 2016, ha cambiato il numero di maglia, passando al 25. Il 7 dicembre 2017, Abdellaoue ha annunciato l'abbandono dell'attività agonistica: il giocatore aveva subito nelle precedenti settimane un'operazione al ginocchio, malandato da tempo, al termine della quale i medici gli hanno consigliato il ritiro.

### Nazionale
Abdellaoue conta 8 presenze e 3 reti nelle rappresentative giovanili norvegesi (6 presenze e 3 reti per l'Under-18, una presenza per l'Under-19 e un'altra per l'Under-21). Per la selezione Under-21, ha debuttato l'8 febbraio 2005: è subentrato ad Armin Sistek nell'amichevole persa per 2-1 contro Malta. Il 20 agosto 2008, ha giocato il primo incontro nella Nazionale maggiore, venendo schierato titolare nel pareggio per 1-1 contro l'Irlanda. La prima rete è arrivata il 3 settembre 2010, nella vittoria per 1-2 sull'Islanda. Il 10 agosto 2011, ha siglato una doppietta ai danni della Repubblica Ceca, contribuendo al successo per 3-0 degli scandinavi. Il 22 marzo 2013 ha giocato la 25ª partita in Nazionale, contro l'Albania, ricevendo così il Gullklokka.

## Statistiche

### Presenze e reti nei club
Statistiche aggiornate al 29 novembre 2017.
| Stagione           | Club               | Campionato         | Campionato | Campionato | Coppe nazionali | Coppe nazionali | Coppe nazionali | Coppe continentali | Coppe continentali | Coppe continentali | Supercoppe | Supercoppe | Supercoppe | Totale | Totale |
| Stagione           | Club               | Comp               | Pres       | Reti       | Comp            | Pres            | Reti            | Comp               | Pres               | Reti               | Comp       | Pres       | Reti       | Pres   | Reti   |
| ------------------ | ------------------ | ------------------ | ---------- | ---------- | --------------- | --------------- | --------------- | ------------------ | ------------------ | ------------------ | ---------- | ---------- | ---------- | ------ | ------ |
| 2003               | Skeid              | 1D                 | 6          | 3          | CN              | 2               | 0               | -                  | -                  | -                  | -          | -          | -          | 8      | 5      |
| 2004               | Skeid              | 1D                 | 20         | 13         | CN              | ?               | ?               | -                  | -                  | -                  | -          | -          | -          | 20+    | 13+    |
| 2005               | Skeid              | 1D                 | 15         | 5          | CN              | ?               | ?               | -                  | -                  | -                  | -          | -          | -          | 15+    | 5+     |
| 2006               | Skeid              | 2D                 | 21         | 12         | CN              | ?               | ?               | -                  | -                  | -                  | -          | -          | -          | 21+    | 12+    |
| 2007               | Skeid              | 1D                 | 20         | 9          | CN              | ?               | ?               | -                  | -                  | -                  | -          | -          | -          | 20+    | 9+     |
| Totale Skeid       | Totale Skeid       | Totale Skeid       | 82         | 42         |                 | 2+              | 0+              |                    |                    |                    |            |            |            | 84+    | 42+    |
| 2008               | Vålerenga          | ES                 | 23         | 9          | CN              | 6               | 7               | -                  | -                  | -                  | -          | -          | -          | 29     | 16     |
| 2009               | Vålerenga          | ES                 | 24         | 6          | CN              | 2               | 2               | UEL                | 2                  | 0                  | SN         | 1          | 1          | 29     | 9      |
| gen.-ago. 2010     | Vålerenga          | ES                 | 20         | 15         | CN              | 1               | 1               | -                  | -                  | -                  | -          | -          | -          | 21     | 16     |
| 2010-2011          | Hannover 96        | BL                 | 26         | 10         | CG              | 0               | 0               | -                  | -                  | -                  | -          | -          | -          | 26     | 10     |
| 2011-2012          | Hannover 96        | BL                 | 28         | 11         | CG              | 2               | 2               | UEL                | 12                 | 3                  | -          | -          | -          | 42     | 16     |
| 2012-2013          | Hannover 96        | BL                 | 26         | 8          | CG              | 1               | 0               | UEL                | 8                  | 1                  | -          | -          | -          | 35     | 9      |
| Totale Hannover 96 | Totale Hannover 96 | Totale Hannover 96 | 80         | 29         |                 | 3               | 2               |                    | 20                 | 4                  |            |            |            | 103    | 35     |
| 2013-2014          | Stoccarda          | BL                 | 12         | 1          | CG              | 2               | 0               | UEL                | 4                  | 0                  | -          | -          | -          | 18     | 1      |
| 2014-2015          | Stoccarda          | BL                 | 0          | 0          | CG              | 0               | 0               | -                  | -                  | -                  | -          | -          | -          | 0      | 0      |
| Totale Stoccarda   | Totale Stoccarda   | Totale Stoccarda   | 12         | 1          |                 | 2               | 0               |                    | 4                  | 0                  |            |            |            | 18     | 1      |
| 2014-2015          | Stoccarda II       | RL                 | 4          | 0          | -               | -               | -               | -                  | -                  | -                  | -          | -          | -          | 4      | 0      |
| ago.-dic. 2015     | Vålerenga          | ES                 | 4          | 1          | CN              | -               | -               | -                  | -                  | -                  | -          | -          | -          | 4      | 1      |
| 2016               | Vålerenga          | ES                 | 18         | 6          | CN              | 1               | 0               | -                  | -                  | -                  | -          | -          | -          | 19     | 6      |
| 2017               | Vålerenga          | ES                 | 12         | 2          | CN              | 1               | 0               | -                  | -                  | -                  | -          | -          | -          | 13     | 2      |
| Totale Vålerenga   | Totale Vålerenga   | Totale Vålerenga   | 111        | 39         |                 | 11              | 10              |                    | 2                  | 0                  |            | 1          | 1          | 125    | 50     |
| Totale carriera    | Totale carriera    | Totale carriera    | 279        | 111        |                 | 18+             | 12+             |                    | 26                 | 4                  |            | 1          | 1          | 324+   | 128+   |

### Cronologia presenze e reti in Nazionale
| Cronologia completa delle presenze e delle reti in nazionale ― Norvegia | Cronologia completa delle presenze e delle reti in nazionale ― Norvegia | Cronologia completa delle presenze e delle reti in nazionale ― Norvegia | Cronologia completa delle presenze e delle reti in nazionale ― Norvegia | Cronologia completa delle presenze e delle reti in nazionale ― Norvegia | Cronologia completa delle presenze e delle reti in nazionale ― Norvegia | Cronologia completa delle presenze e delle reti in nazionale ― Norvegia | Cronologia completa delle presenze e delle reti in nazionale ― Norvegia |
| Data                                                                    | Città                                                                   | In casa                                                                 | Risultato                                                               | Ospiti                                                                  | Competizione                                                            | Reti                                                                    | Note                                                                    |
| ----------------------------------------------------------------------- | ----------------------------------------------------------------------- | ----------------------------------------------------------------------- | ----------------------------------------------------------------------- | ----------------------------------------------------------------------- | ----------------------------------------------------------------------- | ----------------------------------------------------------------------- | ----------------------------------------------------------------------- |
| 20-8-2008                                                               | Oslo                                                                    | Norvegia                                                                | 1 – 1                                                                   | Irlanda                                                                 | Amichevole                                                              | -                                                                       |                                                                         |
| 19-11-2009                                                              | Dnipropetrovs'k                                                         | Ucraina                                                                 | 1 – 0                                                                   | Norvegia                                                                | Amichevole                                                              | -                                                                       |                                                                         |
| 28-3-2009                                                               | Rustenburg                                                              | Sudafrica                                                               | 2 – 1                                                                   | Norvegia                                                                | Amichevole                                                              | -                                                                       |                                                                         |
| 1-4-2009                                                                | Oslo                                                                    | Norvegia                                                                | 3 – 2                                                                   | Finlandia                                                               | Amichevole                                                              | -                                                                       |                                                                         |
| 2-6-2010                                                                | Oslo                                                                    | Norvegia                                                                | 0 – 1                                                                   | Ucraina                                                                 | Amichevole                                                              | -                                                                       |                                                                         |
| 11-8-2010                                                               | Oslo                                                                    | Norvegia                                                                | 2 – 1                                                                   | Francia                                                                 | Amichevole                                                              | -                                                                       |                                                                         |
| 3-9-2010                                                                | Reykjavík                                                               | Islanda                                                                 | 1 – 2                                                                   | Norvegia                                                                | Qual. Euro 2012                                                         | 1                                                                       |                                                                         |
| 7-9-2010                                                                | Oslo                                                                    | Norvegia                                                                | 1 – 0                                                                   | Portogallo                                                              | Qual. Euro 2012                                                         | -                                                                       |                                                                         |
| 8-10-2010                                                               | Larnaca                                                                 | Cipro                                                                   | 1 – 2                                                                   | Norvegia                                                                | Qual. Euro 2012                                                         | -                                                                       |                                                                         |
| 12-10-2010                                                              | Zagabria                                                                | Croazia                                                                 | 2 – 1                                                                   | Norvegia                                                                | Amichevole                                                              | 1                                                                       |                                                                         |
| 9-2-2011                                                                | Faro                                                                    | Polonia                                                                 | 1 – 0                                                                   | Norvegia                                                                | Amichevole                                                              | -                                                                       |                                                                         |
| 26-3-2011                                                               | Oslo                                                                    | Norvegia                                                                | 1 – 1                                                                   | Danimarca                                                               | Qual. Euro 2012                                                         | -                                                                       |                                                                         |
| 5-6-2011                                                                | Lisbona                                                                 | Portogallo                                                              | 1 – 0                                                                   | Norvegia                                                                | Qual. Euro 2012                                                         | -                                                                       |                                                                         |
| 7-6-2011                                                                | Oslo                                                                    | Norvegia                                                                | 1 – 0                                                                   | Lituania                                                                | Amichevole                                                              | -                                                                       |                                                                         |
| 10-8-2011                                                               | Oslo                                                                    | Norvegia                                                                | 3 – 0                                                                   | Rep. Ceca                                                               | Amichevole                                                              | 2                                                                       |                                                                         |
| 2-9-2011                                                                | Oslo                                                                    | Norvegia                                                                | 1 – 0                                                                   | Islanda                                                                 | Qual. Euro 2012                                                         | 1                                                                       |                                                                         |
| 6-9-2011                                                                | Copenaghen                                                              | Danimarca                                                               | 2 – 0                                                                   | Norvegia                                                                | Qual. Euro 2012                                                         | -                                                                       |                                                                         |
| 12-11-2011                                                              | Cardiff                                                                 | Galles                                                                  | 4 – 1                                                                   | Norvegia                                                                | Amichevole                                                              | -                                                                       |                                                                         |
| 29-2-2012                                                               | Belfast                                                                 | Irlanda del Nord                                                        | 0 – 3                                                                   | Norvegia                                                                | Amichevole                                                              | -                                                                       |                                                                         |
| 26-5-2012                                                               | Oslo                                                                    | Norvegia                                                                | 0 – 1                                                                   | Inghilterra                                                             | Amichevole                                                              | -                                                                       |                                                                         |
| 15-8-2012                                                               | Oslo                                                                    | Norvegia                                                                | 2 – 3                                                                   | Grecia                                                                  | Amichevole                                                              | -                                                                       |                                                                         |
| 7-9-2012                                                                | Reykjavík                                                               | Islanda                                                                 | 2 – 0                                                                   | Norvegia                                                                | Qual. Mondiali 2014                                                     | -                                                                       |                                                                         |
| 11-9-2012                                                               | Oslo                                                                    | Norvegia                                                                | 2 – 1                                                                   | Slovenia                                                                | Qual. Mondiali 2014                                                     | -                                                                       |                                                                         |
| 14-11-2012                                                              | Budapest                                                                | Ungheria                                                                | 0 – 2                                                                   | Norvegia                                                                | Amichevole                                                              | 1                                                                       |                                                                         |
| 22-3-2013                                                               | Oslo                                                                    | Norvegia                                                                | 0 – 1                                                                   | Albania                                                                 | Qual. Mondiali 2014                                                     | -                                                                       |                                                                         |
| 14-8-2013                                                               | Solna                                                                   | Svezia                                                                  | 4 – 2                                                                   | Norvegia                                                                | Amichevole                                                              | 1                                                                       |                                                                         |
| 6-9-2013                                                                | Oslo                                                                    | Norvegia                                                                | 2 – 0                                                                   | Cipro                                                                   | Qual. Mondiali 2014                                                     | -                                                                       |                                                                         |
| 11-10-2013                                                              | Maribor                                                                 | Slovenia                                                                | 3 – 0                                                                   | Norvegia                                                                | Qual. Mondiali 2014                                                     | -                                                                       |                                                                         |
| 15-10-2013                                                              | Oslo                                                                    | Norvegia                                                                | 1 – 1                                                                   | Islanda                                                                 | Qual. Mondiali 2014                                                     | -                                                                       |                                                                         |
| 15-11-2013                                                              | Herning                                                                 | Danimarca                                                               | 2 – 1                                                                   | Norvegia                                                                | Amichevole                                                              | -                                                                       |                                                                         |
| 19-11-2013                                                              | Molde                                                                   | Norvegia                                                                | 0 – 1                                                                   | Scozia                                                                  | Amichevole                                                              | -                                                                       |                                                                         |
| 5-3-2014                                                                | Praga                                                                   | Rep. Ceca                                                               | 2 – 2                                                                   | Norvegia                                                                | Amichevole                                                              | -                                                                       |                                                                         |
| 28-3-2015                                                               | Zagabria                                                                | Croazia                                                                 | 5 – 1                                                                   | Norvegia                                                                | Qual. Euro 2016                                                         | -                                                                       |                                                                         |
| Totale                                                                  |                                                                         | Presenze                                                                | 33                                                                      |                                                                         | Reti                                                                    | 7                                                                       |                                                                         |

## Palmarès

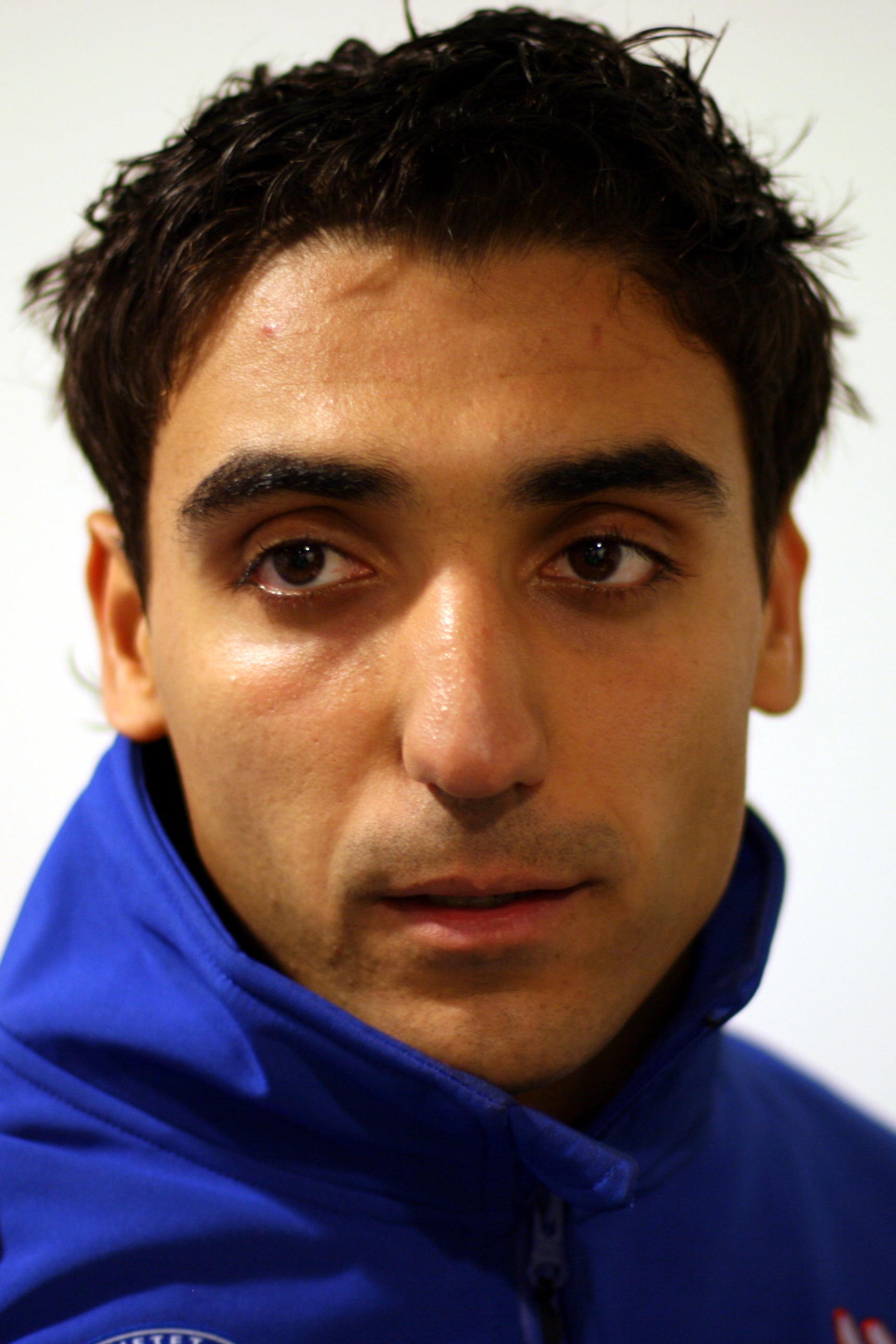
Mohammed Abdellaoue

### Club
- Coppa di Norvegia: 1

Vålerenga: 2008

### Individuale
- Premio Kniksen per il miglior attaccante dell'anno: 1

2010
- Calciatore norvegese dell'anno: 1

2011
- Gullklokka

2013